# Webkante

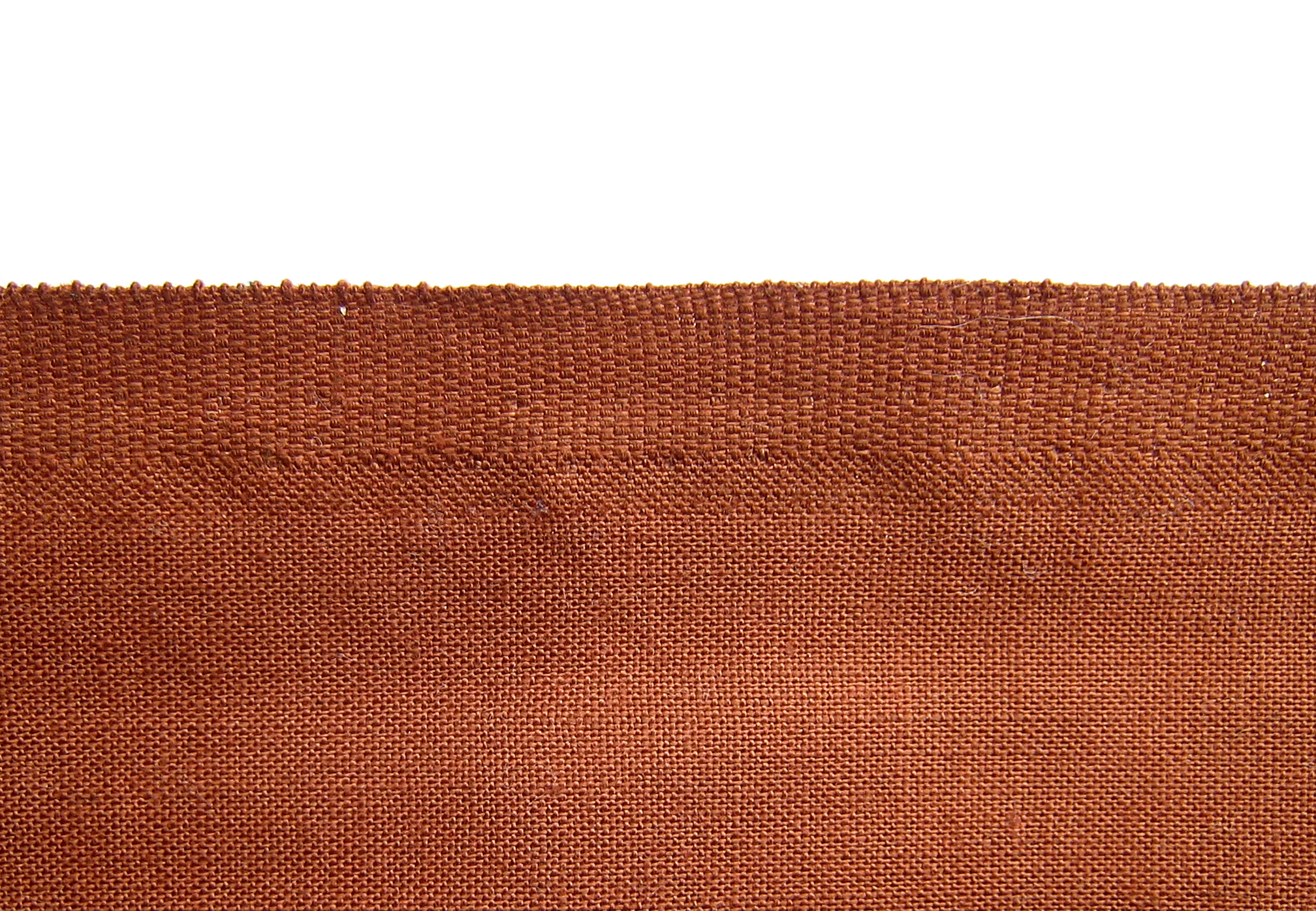
Webkante einer Stoffbahn (oben)

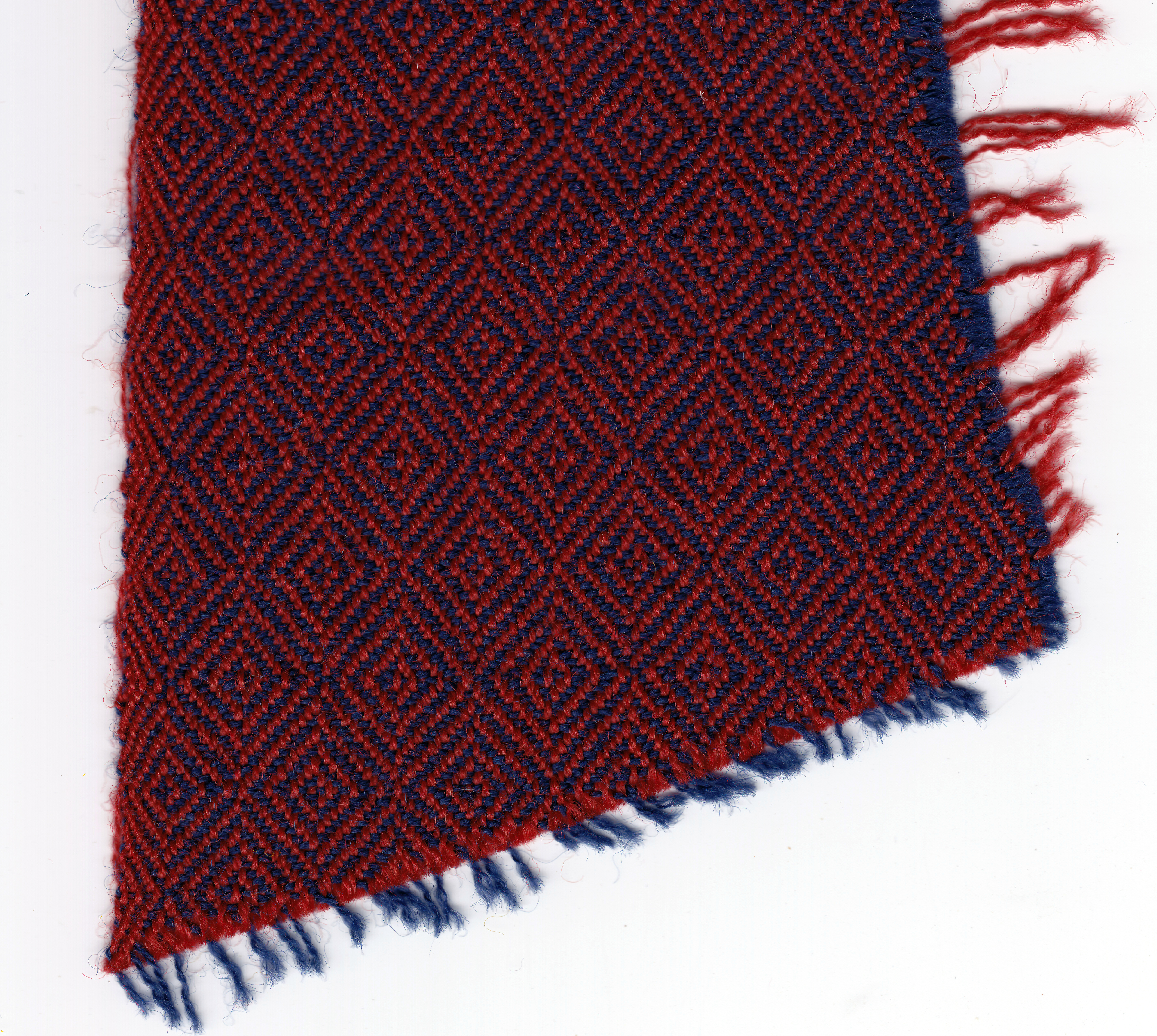
Webkante eines Tuches in Rautenköpersbindung (links)

In der Weberei ist die Webkante (auch Warenkante, Webrand, Salband, Salkante, Salleiste, Gewebeleiste, Leiste) die Begrenzung, die abhängig von der Webtechnik auf beiden Seiten oder auch nur auf einer Seite des Gewebes durch den Richtungswechsel der Schussfäden entsteht. Die Webkanten sind fast immer etwas steifer und haben eine andere Struktur als das restliche Gewebe; beim Zuschneiden wird deshalb darauf geachtet, sie nicht mit einzubeziehen, nicht einmal für Nahtzugaben, da diese wegen der unterschiedlichen physikalischen Eigenschaften zu ungewollten Verformungen führen kann. Es gibt aber auch Kleidungsstücke wie den schottischen Kilt, bei denen die Webkante den sonst üblichen Saum ersetzt. Dies kann ebenfalls bei auf Maß gewebten Heimtextilien der Fall sein.
Die Silbe „Sal-“ u. a. in Salband geht zurück auf mittelhochdeutsch selp für „selbst“, „eigen“ und bedeutet daher „eigenes (da nicht geschnittenes) Ende“.